# Marie Delaporte

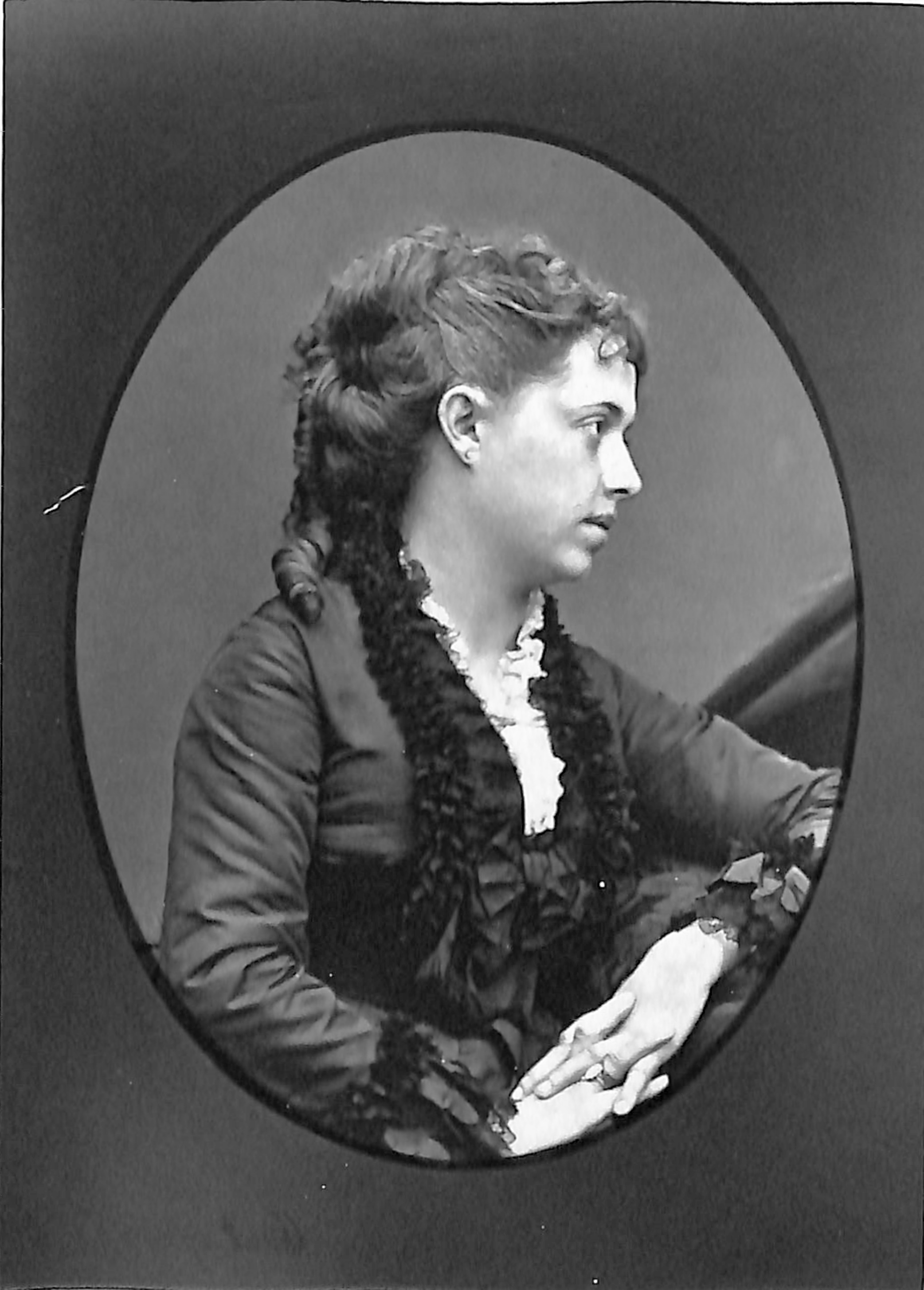
Marie Delaporte, 1870

Marie Delaporte (* 27. September 1838 in Montgeron; † 5. Januar 1910) war eine französische Schauspielerin.

## Leben
Delaporte war eine Tochter von Kaufleuten, die ihr eine Erziehung im Elternhaus ermöglichten. Sie äußerte im Alter von 13 Jahren den Wunsch Schauspielerin zu werden. Die Eltern hatten für sie eigentlich eine kaufmännische Laufbahn vorgesehen, damit sie das Geschäft später übernehmen könnte. Sie schickten sie aber dennoch auf das Pariser Konservatorium, in das sie am 24. Juni 1852 eintrat. Sie wurde die letzte Schülerin des Dramatikers und Schauspielers Joseph Isidore Samsons. François Régnier de La Brière (1807–1885) wurde ebenfalls ihr Lehrer. 1854 wurde sie im Alter von sechzehn Jahren für ihre Darstellung einer Szene aus dem Stück Lady Tartuffe mit dem zweiten Preis im Lustspiel ausgezeichnet. Am 6. Mai 1855 debütierte sie am Théâtre du Gymnase in dem Stück Le Mariage de Victorine von George Sand. Hier war sie 14 Jahre lang aktiv in vielen unterschiedlichen Rollen zu sehen. Sie war Mitglied der Comédie-Française. Ab 1868 war sie Mitglied des Michaeltheaters in Petersburg. Zu ihren herausragendsten Rollen gehörten: Cécilein Montjoye, Jeanine in den Ideen der Madame Aubray, Camille in Héloise Paranquet. Sie trat in mehreren Stücken des Dramatikers Alexandre Dumas des Jüngeren ihre persönliche Beziehung war jedoch schwierig. Im Jahr 1868 nahm sie ein Engagement in Sankt Petersburg an und trat 1875 erneut am Théâtre du Gymnase auf. Um 1878 nahm sie ihren Abschied von der Bühne und gab Sprechunterricht.